# Marcel Tiemann
Pour les articles homonymes, voir Tiemann.
Marcel Tiemann, né le 19 mars 1974 est un pilote automobile allemand. 

## Carrière
Il met un terme à sa carrière après un grave accident durant une course en International GT Open, le 23 mai 2010 à Imola. Alors qu'il est au volant d'une Audi R8 LMS, il percute un mur à grande vitesse. Il souffre d'un traumatisme crânien, d'une fracture des vertèbres cervicales et de plusieurs côtes. Il est placé en coma artificiel. Après cet accident, il souffre de plusieurs séquelles cérébrales et de problèmes de vision ; il ne put jamais reconduire en course.

## Palmarès
- 1994 : Champion de Formule Renault Allemande
- 1996 : Vainqueur du Grand Prix de Monaco de Formule 3
- 2003 : Vainqueur des 24 Heures du Nürburgring (Opel)
- 2006 : Vainqueur des 24 Heures du Nürburgring (Porsche)
- 2007 : Vainqueur des 24 Heures du Nürburgring (Porsche)
- 2008 : Vainqueur des 24 Heures du Nürburgring (Porsche)
- 2009 : Vainqueur des 24 Heures du Nürburgring (Porsche)

## Vie privée
Marcel Tiemann est le frère de la présentatrice Mariella Tiemann.
Son père Hans-Jürgen Tiemann a remporté le Championnat VLN en 1999 avec Peter Zakowski sur Chrysler Viper GTS-R du team Zakspeed, et les 24 Heures du Nürburgring en 1997 sur BMW M3 E36 du Scheid Motorsport, avant de récidiver en 1999 pour Zakspeed.